# PAG (投資会社)
PAG（ピーエージー）は、未公開株、不動産、ヘッジファンドなど、複数の資産クラスを管理する世界的な代替投資会社で、アジア最大の民間投資会社の1つと考えられている。

## 歴史
2002年、クリス・グラデルらによりパシフィック・アライアンス・グループとして設立された。2010年、単偉建（Weijian Shan、ウェイジャン・シャン）が会長兼CEOとなり、セキュアード・キャピタル・ジャパン株式会社を買収した。翌年、パシフィックアライアンスグループからPAGとなる。その後、同社は単偉建、Chris Gradel、Jon Paul Toppino（Secured Capital Japan の創設者）を会社の3人の創設者として認め、共同で会社の過半数の株式を保有している。
2018年3月、Blackstone GroupはPAGの少数株を取得した。
2019年、PAGはロング/ショート株式ヘッジファンドであるPolymer Capital Managementを設立した。
2022年1月には、PAGが香港で新規公開(IPO) を計画しているという憶測が飛び交った。3月、PAGは20億ドルの調達を目指してIPOを申請した。

## 事業概要
PAGは香港に本社を置き、東京、上海、ソウル、シンガポール等にオフィスを構えている。  
PAGには、クレジット＆マーケット、不動産、未公開株という3つの主要戦略がある。

### クレジット＆マーケット
| ファンド                                      | ヴィンテージイヤー | 確約資本 ($m) |
| --------------------------------------------- | ------------------ | ------------- |
| PAGアジア特別状況基金                         | 2011年             | 900米ドル     |
| PAGアジアローンファンド                       | 2013年             | 1,500米ドル   |
| PAGアジアスペシャルシチュエーションファンドII | 2014年             | 1,375米ドル   |
| PAGアジアローンファンドII                     | 2014年             | 800米ドル     |
| PAGアジアローンファンドⅢ                      | 2018年             | 950米ドル     |
| PAGアジアローンファンドIV                     | 2020年             | 1,500米ドル   |

### 不動産
| ファンド                                                            | ヴィンテージイヤー | 確約資本 ($m) |
| ------------------------------------------------------------------- | ------------------ | ------------- |
| セキュアド・キャピタル・ジャパン・リアルエステート・パートナーズ    | 2004年             | 126米ドル     |
| セキュアド・キャピタル・ジャパン・リアル・レジデンシャル・ファンドⅠ | 2004年             | 174米ドル     |
| Secured Capital Japan Real Estate Partners II                       | 2005年             | 176米ドル     |
| Secured Capital Japan リアルエステートパートナーズアジア            | 2006年             | 758米ドル     |
| 担保付資本ジャパン・リアル・レジデンシャル・ファンドⅡ               | 2007年             | 132米ドル     |
| Secured Capital Japan Real Estate Partners IV                       | 2009年             | 535米ドル     |
| セキュアド キャピタル リアル エステート パートナーズ V              | 2013年             | 1,500米ドル   |
| PAGリアルエステートパートナーズⅠ                                    | 2016年             | 1,300米ドル   |
| セキュアド キャピタル リアル エステート パートナーズ VI             | 2017年             | 1,900米ドル   |
| PAGリアルエステートパートナーズII                                   | 2019年             | 2,250米ドル   |
| セキュアド キャピタル リアル エステート パートナーズ VII            | 2020年             | 2,750米ドル   |

### 未公開株
| ファンド   | ヴィンテージイヤー | 確約資本 ($m) |
| ---------- | ------------------ | ------------- |
| PAGアジアⅠ | 2012年             | 2,500米ドル   |
| PAGアジアⅡ | 2016年             | 3,600米ドル   |
| PAG成長Ⅰ   | 2018年             | 350米ドル     |
| PAGアジアⅢ | 2018年             | 6,000米ドル   |
| PAG成長II  | 2021年             | 525米ドル     |

## 特筆すべき取引
- 2013年12月13日、PAGは日本のテーマパーク運営会社ユニバーサルスタジオジャパンに2億5000万ドルを投資した。この取引の他の投資家には、ゴールドマンサックス、MBKパートナーズ、アウルクリークが含まれていた[12]。

- 2014年6月27日、PAGはコメルツ銀行から日本の不動産子会社を買収した。これには、7億ユーロ (9億5,400万ドル) の日本のメザニン不動産ローンポートフォリオが含まれる[13]。

- 2014年10月21日、PAGのSecured Capitalは、日本のパシフィック センチュリープレイス丸の内をシンガポールのソブリンウェルスファンドであるGICに17億米ドル (22億シンガポールドル) で売却することを発表した[14][15]。

- 2017年9月11日、PAGプライベートリート投資法人を設立。2018年、タカラレーベンと共同投資となり、同投資法人はタカラレーベン不動産投資法人に商号変更、東京証券取引所に上場。

- 2018年4月11日、PAGとJoyson ElectronicsはKey Safety Systemsに資金を提供し、15億8800万ドルでエアバッグメーカーのタカタを買収した。統合された会社は、ブランド名をJoyson Safety Systemsに変更した[16][17]。

- 2022年8月、エイチ・アイ・エスはハウステンボスを667億円でPAGへ売却することを発表した[18]。